# Teen Wolf: Nastoletni wilkołak
Teen Wolf: Nastoletni wilkołak (ang. Teen Wolf) – amerykański serial telewizyjny nadawany przez stację MTV od 5 czerwca 2011 roku. W Polsce nadawany jest na kanale AXN Spin & Polsat Comedy Central Extra od 6 lutego 2012 roku.
22 lipca 2016 roku, stacja MTV ogłosiła zakończenie produkcji serialu po 6 sezonie.

## Fabuła
Scott McCall (Tyler Posey) wiódł spokojne życie, jednak gdy pewnego razu zostaje ugryziony przez wilkołaka (alfę), wszystko ulega zmianie. Od teraz lepiej słyszy, jest silniejszy i szybszy. Od tej pory musi nauczyć się także żyć jako wilkołak. W nowej sytuacji pomaga mu się odnaleźć najlepszy przyjaciel, Stiles (Dylan O’Brien). Nie mogą pozwolić, aby sekret ujrzał światło dzienne.

## Obsada

### Główna
- Tyler Posey jako Scott McCall
- Dylan O’Brien jako Mieczysław „Stiles” Stilinski
- Tyler Hoechlin jako Derek Hale (sezony 1-4, 6)
- Holland Roden jako Lydia Martin
- Colton Haynes jako Jackson Whittemore (sezony 1–2, 6)
- Crystal Reed jako Allison Argent (sezony 1–3)
- Shelley Hennig jako Malia Tate (Hale) (sezony 3 -6)[2]
- Arden Cho jako Kira Yukimura (sezon 3–5)[3]
- Dylan Sprayberry jako Liam Dunbar (sezony 4 -6)[4]

### Drugoplanowa
- J.R. Bourne jako Chris Argent
- Ian Bohen jako Peter Hale (1-4, 6)
- Linden Ashby jako szeryf - Noah Stilinski
- Melissa Ponzio jako Melissa McCall
- Eaddy Mays jako Victoria Argent (sezony 1-3)
- Jill Wagner jako Kate Argent (sezon 1, 3–4, 6)
- Keahu Kahuanui jako Danny Mahealani (sezony 1-3)
- Cody Saintgnue jako Brett Talbot (od sezonu 4)
- Khylin Rhambo jako Mason (od sezonu 4)[5]
- Seth Gilliam jako dr Alan Deaton
- Orny Adams jako Bobby Finstock
- Stephen Lunsford jako Matt Daehler (sezon 2)
- Bianca Lawson jako Marin Morrell (sezony 2-3)
- Daniel Sharman jako Isaac Lahey (sezony 2-3)[6]
- Ryan Kelley jako Jordan Parrish (od sezonu 3)[7]
- Gage Golightly jako Erica Reyes (sezon 2)
- Sinqua Walls jako Vernon „Boyd” Milton Boyd IV (sezony 2-3)
- Meagan Tandy jako Braeden (sezony 3-5)
- Charlie Carver jako Ethan (sezon 3, 6)[8]
- Max Carver jako Aiden (sezon 3)[8]

- Matthew Del Negro jako agent Rafael McCall (od sezonu 3)
- Victoria Moroles jako Hayden Romero (od sezonu 5)
- Cody Christian jako Theo Raeken (od sezonu 5)
- Froy Gutierrez[9] jako Nolan Holloway[10] (od sezonu 6)

## Odcinki
| Sezon | Sezon | Odcinki | Odcinki         | Pierwsza emisja MTV | Pierwsza emisja MTV  | Pierwsza emisja AXN Spin (serie 1-3)/ AXN Black (serie 4-6) | Pierwsza emisja AXN Spin (serie 1-3)/ AXN Black (serie 4-6) | Pierwsza emisja AXN Spin (serie 1-3)/ AXN Black (serie 4-6) |
| Sezon | Sezon | Odcinki | Odcinki         | Premiera sezonu     | Finał sezonu         | Premiera sezonu                                             | Finał sezonu                                                |                                                             |
| ----- | ----- | ------- | --------------- | ------------------- | -------------------- | ----------------------------------------------------------- | ----------------------------------------------------------- | ----------------------------------------------------------- |
|       | 1     | 12      | 12              | 5 czerwca 2011      | 15 sierpnia 2011     | 6 lutego 2012                                               | 23 kwietnia 2012                                            |                                                             |
|       | 2     | 12      | 12              | 3 czerwca 2012      | 13 sierpnia 2012     | 24 września 2012                                            | 10 grudnia 2012                                             |                                                             |
|       | 3     | 24      | 12              | 3 czerwca 2013      | 19 sierpnia 2013     | 15 października 2013                                        | 25 marca 2014                                               |                                                             |
| 12    | 3     | 24      | 6 stycznia 2014 | 24 marca 2014       | 1 kwietnia 2014      | 17 czerwca 2014                                             |                                                             |                                                             |
|       | 4     | 12      | 12              | 23 czerwca 2014     | 8 września 2014      | 6 listopada 2014                                            | 5 lutego 2015                                               |                                                             |
|       | 5     | 20      | 10              | 29 czerwca 2015     | 24 sierpnia 2015     | 13 listopada 2015                                           | 5 lutego 2016                                               |                                                             |
| 10    | 5     | 20      | 5 stycznia 2016 | 8 marca 2016        | 4 marca 2016         | 6 maja 2016                                                 |                                                             |                                                             |
|       | 6     | 20      | 10              | 15 listopada 2016   | 31 stycznia 2017     | 17 lutego 2017                                              | 21 kwietnia 2017                                            |                                                             |
| 10    | 6     | 20      | 30 lipca 2017   | 24 września 2017    | 13 października 2017 | 15 grudnia 2017                                             |                                                             |                                                             |